# Strafvollstreckungsrecht (Deutschland)
Strafvollstreckung ist die Vollstreckung eines in einem Strafprozess ergangenen Urteils und bedeutet die Erzwingung der Strafe durch staatliche Organe. Sie unterscheidet sich vom Strafvollzug dadurch, dass Letzteres das „Wie“, Ersteres das „Ob“ der Durchführung einer Strafe regelt. Das Strafvollstreckungsrecht ist ein Teilgebiet des Strafprozessrechts, in Deutschland geregelt in § 449 ff. Strafprozessordnung. Diese Regelung ist jedoch bisher sehr lückenhaft, weshalb sich die Bundesländer auf den gemeinsamen Text einer Strafvollstreckungsordnung geeinigt haben, die zwar für die Gerichte nicht bindend, aber in der Praxis völlig unangefochten ist.
Das Vollstreckungsverfahren dient dazu, Art, Umfang und ggf. Dauer der Strafe zu überwachen. Einer Strafvollstreckung zugänglich sind insbesondere Geldstrafen und (Ersatz-)freiheitsstrafen. Bei Freiheitsstrafen gehören auch die Fragen eines etwaigen Strafaufschubs, der Verhaftung zum Strafantritt und einer vorzeitigen Aussetzung der Reststrafe zur Bewährung sowie die anschließende Bewährungsüberwachung zur Strafvollstreckung.
Die Strafvollstreckung kann jedoch bis zur Entscheidung über das Gnadengesuch vorläufig eingestellt werden, wenn erhebliche Gnadengründe vorliegen und das öffentliche Interesse die sofortige Vollstreckung nicht erfordert.
Ebenfalls zur Strafvollstreckung gehören Maßregeln der Besserung und Sicherung wie etwa die Unterbringung in der Sicherungsverwahrung, und schließlich auch Maßnahmen der strafrechtlichen Vermögensabschöpfung wie der Verfall.
Zuständig für die Strafvollstreckung ist grundsätzlich die Justizverwaltung. In Deutschland ist nach § 451 StPO die Staatsanwaltschaft, hier der Rechtspfleger, Vollstreckungsbehörde für Urteile und Strafbefehle nach Erwachsenenstrafrecht, während bei Verurteilungen nach Jugendstrafrecht der Jugendrichter als Vollstreckungsleiter tätig wird. Die gerichtliche Kontrolle der Strafvollstreckung und des Strafvollzugs liegt in Deutschland im Wesentlichen bei den Strafvollstreckungskammern (§ 462a StPO).
Bisweilen spielen Fragen der Strafvollstreckung bereits im Ermittlungsverfahren eine Rolle. So kann etwa die Polizei zur Sicherung der späteren Vollstreckung einer Geldstrafe eine Sicherheitsleistung einbehalten, oder es werden vorläufige Maßnahmen wie ein dinglicher Arrest zur Sicherung einer späteren Vermögensabschöpfung ergriffen.